# Atividade inventiva
A atividade inventiva é um dos 3 requisitos para que se conceda a patente pelo Instituto Nacional de Propriedade Industrial (do país onde se deseja obter a patente, seja Brasil, seja Portugal ou qualquer outro), juntamente com novidade e utilidade/aplicação industrial.
Seria a originalidade decorrente da vontade humana criadora, indicando um sentido de real progresso, não compreendida no chamado estado da técnica.
Assim, quando se diz que a invenção é resultado de atividade inventiva, aufere-se que a forma de criação não seja uma decorrência óbvia do estado da técnica para um especialista qualquer no assunto ou tema.
O Código da Propriedade Industrial (Portugal) no n.º 2 do seu artigo 55º considera que uma invenção implica atividade inventiva se para um perito na especialidade, não resultar de uma maneira evidente do estado da técnica. O Art.º 13º da Lei da Propriedade Industrial (Brasil) refere que a invenção é dotada de atividade inventiva sempre que, para um técnico no assunto, não decorra de maneira evidente ou óbvia do estado da técnica.

## Abordagem Problema e Solução
Para aferir se um pedido de patente ou modelo de utilidade implica atividade inventiva o examinador de patentes normalmente utiliza um método denominado Abordagem Problema e Solução. Este método analítico é constituído por cinco passos:
- Descobrir qual o documento do estado da técnica mais próximo do pedido que está a ser examinado
- Descobrir quais as características técnicas distintivas entre esse documento e o pedido em apreço
- Descobrir qual o efeito técnico causado por essa diferença entre as características técnicas
- Qual o Problema Técnico Objectivo resolvido pela invenção? Ou seja que problema é que é resolvido por esse efeito técnico distintivo?
- Seria um perito na matéria, considerando o documento mais próximo do pedido e todo o estado da técnica restante, capaz de resolver de forma evidente esse problema?

Se a reposta à última pergunta for afirmativa, diz-se que o pedido não implica atividade inventiva logo não cumpre este requisito de patenteabilidade, se pelo contrário a resposta à pergunta efectuada no último ponto for negativa, diz-se que o pedido implica atividade inventiva cumprindo este requisito legal de patenteabilidade.